# 25230 Borgis
25230 Borgis è un asteroide della fascia principale. Scoperto nel 1998, presenta un'orbita caratterizzata da un semiasse maggiore pari a 3,0442771 UA e da un'eccentricità di 0,1257042, inclinata di 10,63664° rispetto all'eclittica.